# Swell Point
Der Swell Point (englisch für Dünungsspitze) ist eine kleine und schmale Landspitze an der Ostseite und nahe dem südöstlichen Ausläufer von Cook Island im Archipel der Südlichen Sandwichinseln. Sie liegt 1,9 km südlich des Resolution Point.
Wissenschaftler der britischen Discovery Investigations kartierten und benannten sie im Jahr 1930.